# Thomas & Betts
Thomas & Betts è un'azienda di componenti elettronici e per elettrotecnica.

## Storia
Venne fondata nel 1898 da due ingegneri della Università di Princeton, Robert M. Thomas e Hobart D. Betts. Crearono una società per vendere prodotti elettrotecnici agli albori della elettrificazione di New York City. Thomas & Betts è nota come inventore della fascetta nel 1958 per il fissaggio di cablaggi elettrici negli aeroplani.
Nel 2012 la ABB acquista Thomas & Betts per 3,9 miliardi di US$, o $72 ad azione.
Nortek compra Thomas & Betts HVAC business unit (Reznor) da ABB nel marzo 2014 per $260 milioni.

## Prodotti
- cavi a nastro
- connettori elettrici (connettore IDC)
- fascette
- cablaggio
- componenti elettronici passivi (potenziometri, resistenze)